# Myriophyllum verticillatum
Myriophyllum verticillatum es una hierba acuática de la familia de las haloragáceas.

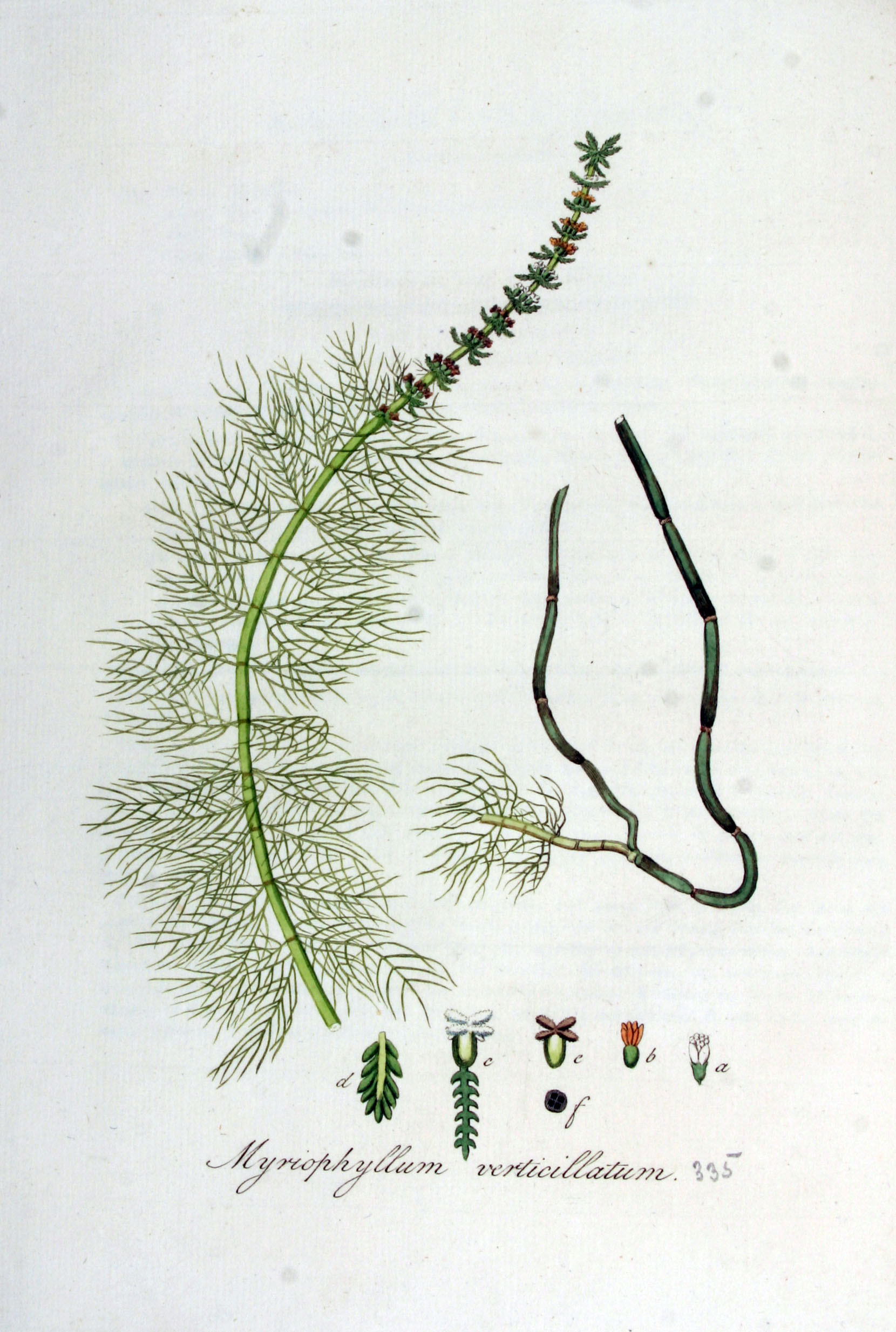
Ilustración

## Descripción
Planta perenne, sumergida de largos tallos ramosos de hasta 3 m, con verticilos generalmente de 5 hojas, a menudo más largas que los entrenudos. Hojas divididas en 24-35 segmentos filiformes. Flores en una espiga por encima del agua, en verticilos de 5, con brácteas finalmente divididas. Flores amarillo-verdosas, aproximadamente de 3 mm, la mayoría unisexuales, con flores masculinas por arriba y flores femeninas por debajo. Pétalos presentes en flores masculinas, ausentes en flores femeninas. Planta perenne mediante botones claviformes. Florece a final de primavera y en verano. Esta planta se encuentra por toda Europa.

## Taxonomía
Myriophyllum verticillatum fue descrita por  Carlos Linneo y publicado en Species Plantarum 2: 992–993. 1753.
Etimología
Myriophyllum: nombre genérico que deriva del griego "myri" y que significa (demasiado para contar) y "phyll" (hoja).
verticillatum: epíteto latíno que significa "con verticilos".
Sinonimia
- Myriophyllum limosum Hectot ex DC.
- Myriophyllum pectinatum DC.[4]

## Nombres comunes
Castellano: filigrana menor (2), fontanera, milhojas.
- yerba del sapo[6] en Chile